# Grangermont
Grangermont é uma comuna francesa na região administrativa do Centro, no departamento Loiret. Estende-se por uma área de 3,89 km². Em 2010 a comuna tinha 196 habitantes (densidade: 50,4 hab./km²).